# Rüti bei Riggisberg
Pour les articles homonymes, voir Rüti.
Rüti bei Riggisberg est une localité et une ancienne commune suisse du canton de Berne. 
Elle a fusionné avec Riggisberg le 1er janvier 2009. 